# (12963) 5485 T-2
A (12963) 5485 T-2 a Naprendszer kisbolygóövében található aszteroida. Cornelis Johannes van Houten, Ingrid van Houten-Groeneveld és Tom Gehrels fedezte fel 1973. szeptember 30-án.

## Kapcsolódó szócikk
- Kisbolygók listája (12501–13000)